# Pachycara goni
Pachycara goni är en fiskart som beskrevs av Anderson, 1991. Pachycara goni ingår i släktet Pachycara och familjen tånglakefiskar. Inga underarter finns listade i Catalogue of Life.